# O poveste de Crăciun (film din 2008)
O poveste de Crăciun (titlu original: Un conte de Noël) este un film de Crăciun  din 2008 regizat de Arnaud Desplechin. Este produs de  Pascal Caucheteux. Rolurile principale au fost interpretate de actorii Catherine Deneuve, Jean-Paul Roussillon, Mathieu Amalric, Anne Consigny, Melvil Poupaud, Emmanuelle Devos și Chiara Mastroianni.

## Prezentare
O familie se reunește în cele mai rele condiții în timpul Crăciunului.

## Distribuție
- Catherine Deneuve – Junon
- Jean-Paul Roussillon – Abel
- Anne Consigny – Elizabeth
- Mathieu Amalric – Henri
- Melvil Poupaud – Ivan
- Emmanuelle Devos – Faunia
- Laurent Capelluto – Simon
- Chiara Mastroianni – Sylvia
- Hippolyte Girardot – Claude
- Emile Berling – Paul
- Françoise Bertin – Rosaimée